# موضان (یمن)
 موضان  نام روستایی است در عزلهٔ (وادی خـَمر)، جنوب المذیخر، از توابع استان رَیمه در کشور یمن در شبه جزیره عربستان.

## جمعیت
جمعیت آن (۱۶۶) نفر (۶ خانوار) می‌باشد.